# Alphonse Allard
Adolphe Alphonse Allard (Lasne-Chapelle-Saint-Lambert, 5 februari 1857 - Eigenbrakel, 24 september 1923) was een Belgisch volksvertegenwoordiger voor de Belgische Werklieden Partij.

## Levensloop
Allard stamde uit een familie van liberaalgezinde graanhandelaars en behaalde in 1877 het diploma van onderwijzer aan de normaalschool van Nijvel. Tijdens zijn onderwijzersloopbaan aan de gemeenteschool van Eigenbrakel kwam hij vooral in contact met kinderen uit het arbeidersmilieu en begon hij zich te verdiepen in sociologische werken. Aanvankelijk liberaal geïnspireerd door zijn familiale afkomst, bekeerde hij zich door zijn ontmoetingen met Hector Denis tot het socialisme.
In 1887 richtte hij in Eigenbrakel een plaatselijke afdeling van de Ligue Ouvrière op. In 1894 nam hij voor de eerste keer deel aan de parlementsverkiezingen maar werd niet verkozen. Het jaar nadien werd hij wel verkozen tot gemeenteraadslid van Eigenbrakel en in 1898 nam hij als opvolger zitting in de provincieraad van Brabant. 
In mei 1900 werd hij voor het arrondissement Nijvel verkozen in de Kamer van volksvertegenwoordigers, waar hij bleef zetelen tot aan zijn dood in 1923. Allard was daarmee  de eerste socialistische verkozene voor wat later Waals-Brabant zou worden. In het parlement ging zijn aandacht vooral uit naar landbouw, onderwijs, de verdediging van het officieel onderwijs, het statuut en de vrijheid van onderwijzers, de verdediging van benadeelde en verlamde kinderen, de sociale situatie van arbeiders in de bouw en de belangen van zijn regio. Samen met Georges Snoy en Léon Jourez ijverde hij voor de bescherming van het slagveld waarop de Slag bij Waterloo werd uitgevochten. De bescherming werd in 1914 bij wet gestemd.
Allard speelde ook een belangrijke rol bij de oprichting van lokale vakbonden in Eigenbrakel en andere Waals-Brabantse gemeenten. Deze vakbonden verenigden vooral metsers en stratenmakers en telden op hun hoogtepunt 2.500 leden. Sinds 1900 was hij tevens secretaris van de coöperatie La Persévérance in Nijvel.
Allard overleed op 66-jarige leeftijd na een slepende ziekte. In Eigenbrakel werd een straat naar hem vernoemd.

## Publicaties
- Désarmement, Brussel, 1890
- Le Juif Errant, Gent, 1905
- Le Catéchisme des ouvriers du bâtiment, Gent, 1909